# 飛天遁地金剛人
《飛天遁地金剛人》，是台灣華國電影製片廠1976年攝製的電影，於1977年元旦首映。

## 劇情大綱
某邪恶组织发明了可以把人变為超人的东西，材料則是小男孩，所以就袭击一所幼稚园企圖抓走裡面的男孩，其中有一个自己逃出，並將好友也一起救出来，把组织之事告诉警察。但他有個朋友已变身了一半，幸虧有位科学家造出变形轮，男孩在装上变形轮之後得以變身為超人，與邪惡組織對抗。

## 演员表
- 林小虎：飾 曉波
- 陳佩伶：飾 林老師
- 鄔裕康：飾 小文
- 小娟娟：飾 麗麗
- 陳恩：飾 小龍
- 馮建權：飾 巫博士
- 李明君
- 錢璐（本片字幕作「錢露」）：飾 曉波的母親
- 潘國勝
- 藍雲
- 何剛
- 朱華俊
- 林明郎

## 製作人員
- 監製：馮建權
- 製片：陳景德
- 編劇：韋辛、余積廉
- 剪接：梁永燦
- 對白：閻曉波
- 音樂：周福良
- 效果：馮建權
- 飛車指導：呂慶安
- 特技：陳標
- 武術指導：陳世偉
- 攝影：鄭榮軒
- 燈光：曹小炳
- 佈景：盧建明
- 劇照：張台生
- 道具：李大中
- 助導：李朝永、何剛
- 場記：張海樹、小青
- 策劃：馮建民、余積廉
- 導演：余積廉[2]

## 外部連結
- 1977特攝國片《飛天遁地金剛人》（無敵飛金剛）完整版（苗語配音／中文字幕） on Vimeo
- 台灣老照片 Memories in Taiwan
- 香港影庫上《飛天遁地金剛人》的資料（繁體中文）
- 豆瓣电影上《飛天遁地金剛人》的資料 （简体中文）